# Rio Cadeia

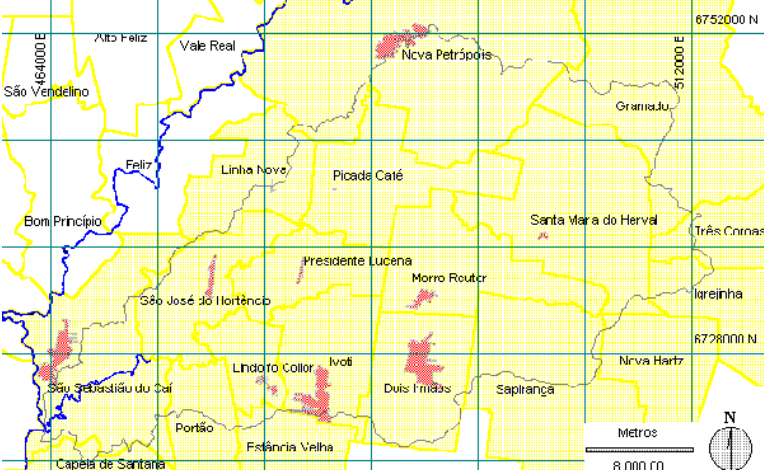
Mapa da Bacia do Rio Cadeia:as linhas amarelas são as divisões políticas, e áreas rosas os núcleos urbanos

O rio Cadeia é um rio brasileiro do estado do Rio Grande do Sul.
É afluente da margem esquerda do rio Caí. Seu maior afluente é o Rio Feitoria.
Banha os municípios de São José do Hortêncio, Picada Café, Presidente Lucena, Santa Maria do Herval, Lindolfo Collor e Portão, com sua foz em São Sebastião do Caí.

## Bacia Hidrográfica
A bacia hidrográfica do Rio Cadeia banha 896,75 km². Abaixo temos um mapa da bacia.

## Clima
De acordo com a classificação de Köppen, o clima predominante da bacia é do tipo Cfa, subtropical úmido com chuvas distribuídas ao longo do ano, sendo a precipitação de 1400/2000 mm/ano no curso inferior e de 1600/2100 mm/ano na parte superior.